# Live Fast, Love Hard, Die Young
Live Fast, Love Hard, Die Young (Engl.; „Lebe schnell, liebe heftig, stirb jung“) ist ein Country-Song von Faron Young aus dem Jahr 1955. Es war sein erster Nummer-eins-Hit in den Billboard-Country-Charts. Geschrieben wurde das Lied von Joe Allison. Die Idee zu dem Titel kam Allison nach dem Film noir Knock on Any Door (dt. Titel: Vor verschlossenen Türen), wo John Derek in der Rolle des Gangsters Nick Romano sagt: „Live fast, die young, and leave a good-looking corpse.“ („Lebe schnell, stirb jung und hinterlasse eine gut aussehende Leiche“.)
Live Fast, Love Hard, Die Young wurde – obwohl aus einem ganz anderen musikalischen Bereich stammend – zusammen mit  Sex, Drugs and Rock ’n’ Roll zum Lebensmotto von Teilen der Rock-’n’-Roll- und Hippie-Generation. Vor allem Janis Joplin, Jim Morrison, Jimi Hendrix und anderen „Mitgliedern“ des Klub 27 wird zugeschrieben, nach dieser Maxime gelebt zu haben. Die in den 1950er Jahren für die Zeitschrift Drum arbeitenden Drum Boys hatten das Originalzitat als Wahlspruch.

## Inhalt
Beginnend mit dem Refrain „I wanna live fast, love hard, die young and leave a beautiful memory“ drückt das Lyrische Ich die Hoffnung aus, das Leben wie eine nie aufhörende Party zu verbringen. Traurige Lieder sind nicht gefragt, und der Protagonist möchte viele Frauen zurücklassen, die nur das Beste über ihn denken, obwohl er sie betrügt und von ihnen erwartet, dass sie ihn ebenfalls betrügen.
Mittel zum Zweck sind ein heißes Auto, ein Cowboy-Anzug, ein kleines schwarzes Buch und die Kenntnis aller „heißen Orte“ der Stadt. Dem Protagonisten ist durchaus bewusst, dass sein Verhalten nicht jedem gefallen dürfte, doch das ficht ihn nicht an. Er wird sich niemals unterkriegen lassen, sondern frei und ungebunden bleiben. Und darum solle man Platz machen und die hübschen Mädchen zu ihm lassen.

## Coverversionen
Live Fast. Love Hard. Die Young wurde zum Evergreen und nicht nur von Faron Young, sondern auch von Eddie Cochran, BR5-49, Nick Lowe und anderen Künstlern interpretiert.